# Lat Dior
Lat Dior (1842 – 26 ottobre 1886), è stato l'ultimo sovrano del regno di Cayor.

## Biografia
Venne eletto "damel", ovvero sovrano, del regno di Cayor nel 1862 eletto dalla fazione dei Dyam Geedy in opposizione a quello in carica in quel momento. Restato in esilio per quattro anni nel regno di Saloum, si convertì all'islam per ottenere l'appoggio del marabutto del Rip Ama Ba, riuscendo così a salire al potere.
Dopo la morte del marabutto nel 1867, dopo essere entrato in conflitto con i francesi, si riappacificò con questi tornando a governare il regno dal 1871 al 1882. Con i francesi collaborò anche contro il marabutto del Fouta Toro Amadou Sékou.
Nel 1877 riuscì ad annettere ai suoi domini anche il regno del Baol.
Si contrappose alla struttura tradizionale del suo paese, cercando di fondare un vero regno mussulmano di stampo orientale: la cosa irritò i capi tradizionali del regno che, guidati da Demba War, provarono, fallendo, a destituirlo nel 1879 in favore del nipote Samba Laobé.
Quando i francesi a partire dal 1879 decisero di costruire la ferrovia Dakar-Saint-Louis, egli si oppose perché consapevole che questa avrebbe dato ad essi il totale controllo del Senegambia. Sconfitto dai francesi e costretto alla fuga, venne ucciso da questi il 26 ottobre 1886.